# Mokantarak
Mokantarak is een bestuurslaag in het regentschap Flores Timur van de provincie Oost-Nusa Tenggara, Indonesië. Mokantarak telt 1280 inwoners (volkstelling 2010).